# アジリジン
アジリジン (Aziridine) は、窒素原子1つと炭素原子2つからなり、分子式が C2H5N と表されるヘテロ三員環化合物（慣用名: エチレンイミン）のIUPAC系統名、およびこの三員環の構造を持つ有機化合物の総称（アジリジン類）である。
母化合物エチレンイミンについては項目: エチレンイミンを参照。

## 構造
アジリジンの原子上の結合角は約60度で、通常の炭化水素に見られる結合角109.5度よりもだいぶ小さい。そのため、シクロプロパンやエチレンオキシドと同程度の角ひずみが生じている。この種の化合物の結合はバナナ型結合モデルを使って説明できる。アジリジンは直鎖状脂肪族アミンと比べて塩基性が弱く、酸解離定数は7.9である。またアジリジンの大きな結合角によって窒素原子の反転への障壁が高まっている。この障壁が十分高いため、N-クロロ-2-メチルアジリジンのシス体とトランス体は分離することができる。

## 合成
アジリジン環は何通りかの方法で合成することができる。これらをアジリジン化という。

### ハロアミンとアミノアルコールの環化
分子間求核置換反応で、アミノ基が隣接するハロゲンと置換するとハロアミンからアジリジンを生成する。アミノアルコールでも同様の反応が起こるが、ヒドロキシ基を予め良い脱離基に変換しておく必要がある。アミノアルコールの環化反応はウェンケル合成と呼ばれ、ハロアミンからのものはガブリエルエチレンイミン法と呼ばれる。

### ニトレン付加
アルケンへのニトレンの付加はアジリジン合成の優れた方法である。ニトレンはアジ化合物の光分解または熱分解によって作られる。

### トリアゾリンの分解
トリアゾリンを熱分解もしくは光分解すると窒素原子が外れ、アジリジンが残る。トリアゾリンはアジ化合物とアルケンの付加環化反応で作られる。

### エポキシドから
アジ化ナトリウムの存在下でエポキシドを開環し、続いてトリフェニルホスフィンで還元して窒素原子を除くとアジリジンができる。

## 反応

### 求核的開環反応
アジリジン環は立体的ひずみが大きいため、多くの求核剤によって開環反応を起こす。アルコールやアミン、チオールなどが付加し、アミノエチル化生成物を与える。アルキルリチウムやギルマン試薬も効果的な求核剤となる。
開環反応の応用として、トリメチルシリルアジドと非対称性を持つリガンドからオセルタミビルを不斉合成する反応がある。

## 毒性
アジリジン類の毒性はその構造によるが、アジリジン類に共通の毒性もある。DNAの核酸塩基など、求核剤と出会うと開環しながら結合する。これはアジリジン類の変異原性につながる。
トータルハザードスコアでは1位である（）。なお2位はニッケルカルボニル、3位はメチルヒドラジンである。

### 暴露
吸入や接触に関して、手袋などをしていてもアジリジンはそれを浸透してしまうという報告がある。扱う時には、手袋をしていても浸透までの時間を常に確認し、汚染を避ける細心の注意が必要である。

### 発癌性
国際がん研究機関によってアジリジン類の発癌性が調査され、「発がん性があるかもしれない」グループ2Bに指定されている。アジリジン類はDNAにアルキル化を引き起こす可能性が指摘されている。

### 刺激性
アジリジンは、目、鼻、呼吸器、皮膚などの粘膜に刺激を与える。

### 感作
アジリジンは皮膚に触れると急速に浸透する。皮膚では皮膚炎やじんましんの症状を起こし、呼吸器ではぜんそくの症状を示す。